# Вжещевиці
Вжещевиці (пол. Wrzeszczewice) — село в Польщі, у гміні Ласьк Ласького повіту Лодзинського воєводства.
Населення — 316 осіб (2011).
У 1975-1998 роках село належало до Серадзького воєводства.

## Демографія
Демографічна структура станом на 31 березня 2011 року:
|          | Загалом | Допрацездатний вік | Працездатний вік | Постпрацездатний вік |
| -------- | ------- | ------------------ | ---------------- | -------------------- |
| Чоловіки | 149     | 30                 | 105              | 14                   |
| Жінки    | 167     | 46                 | 89               | 32                   |
| Разом    | 316     | 76                 | 194              | 46                   |